# Operace Nordwind (1941)
Operace Nordwind byl kódový název společné finsko-německé námořní operace na Baltském moři 13. září 1941 za druhé světové války. Byla zamýšlena jako klamný manévr k odvrácení pozornosti sovětských sil bránících estonské ostrovy Hiiumaa a Saaremaa. Upoutáním pozornosti sovětských ozbrojených sil na tento finsko-německý svaz měla umožnit útok německých sil z jiného směru (operace Beowulf II) bez rizika zásahu sovětské baltské floty. 
Tato operace byla poznamenána závažnou ztrátou, jelikož při ní byla po nárazu na minu ztracena finská pobřežní bitevní loď Ilmarinen. Zahynulo na ní 271 mužů, 132 se zachránilo. Není známo, že by byl finsko-německý námořní svaz sovětskými silami během operace na moři zpozorován, rozhodně však na něj sovětská strana nijak nereagovala. 

## Sestava sil
- Skupina I
  - pobřežní obrněná loď Ilmarinen pod velením velitele finského námořnictva komodora Raholy
  - pobřežní obrněná loď Väinämöinen
  - hlídkový člun VMV 1
  - hlídkový člun VMV 14
  - hlídkový člun VMV 15
  - hlídkový člun VMV 16
- Skupina II
  - minonoska Brummer
  - remorkér Monsun
  - remorkér Taifun
  - pět trawlerů
- Skupina III
  - ledoborec Jääkarhu
  - ledoborec Tarmo
  - osobní parník Aranda